# Amerikaanse bonte scholekster
De Amerikaanse bonte scholekster (Haematopus palliatus) is een vogel uit de familie van scholeksters (Haematopodidae).

## Verspreiding en leefgebied
Deze soort komt wijdverspreid voor langs de Amerikaanse kusten en telt twee ondersoorten:
- H. p. palliatus: van de zuidoostelijke Canadese kust en de oostkust van de Verenigde Staten tot zuidelijk Zuid-Amerika en West-Indië.
- H. p. galapagensis: De Galapagoseilanden.